# Yingen
Yingen (kinesiska: 银根, 银根苏木) är en socken i Kina. Den ligger i den autonoma regionen Inre Mongoliet, i den norra delen av landet, omkring 540 kilometer väster om regionhuvudstaden Hohhot.
Genomsnittlig årsnederbörd är 194 millimeter. Den regnigaste månaden är juni, med i genomsnitt 43 mm nederbörd, och den torraste är december, med 2 mm nederbörd.